# Waterloo (Metro de Charleroi)
La estación de Waterloo es una estación de la red de Metro de Charleroi, operada por las líneas    y .
Pertenece al bucle central de la red.

## Presentación
Inicialmente prevista como Nord, toma su nombre de la antigua puerta de las murallas de la ciudad, la porte de Waterloo, por donde seguía la calzada a Waterloo. Es una de las estaciones más complejas de la red, por su calidad de empalme con las "antenas" a Gilly y Châtelet. También estuvo previsto que la "antena" a Gosselies saliese del bucle por esta estación, finalmente descartado y sustituido por la estación de Beaux-Arts.
La estación tiene varias curvas, lo que hace que sus andenes sean ligeramente más estrechos que los del resto de las líneas. Posee un andén central y dos laterales, contando en total cuatro vías. Las dos externas fueron desmanteladas en 1996.
La zona de taquillas se encuentra en el nivel -2, desde donde se sube al nivel -1, que da entrada al patio de vías.

## Accesos
- Square Jules Hiérnaux
- Rue d'Angleterre
- Rue d'Italie